# Cancellopollia
Cancellopollia là một chi ốc biển, là động vật thân mềm chân bụng sống ở biển trong họ Pisaniidae.

## Các loài
Các loài trong chi Cancellopollia gồm có:
- Cancellopollia gracilis Vermeij & Bouchet, 1998[2]
- Cancellopollia insculpta (Sowerby III, 1900)
- Cancellopollia ustulata Vermeij & Bouchet, 1998[3]